# Robert Main
Pour les articles homonymes, voir Main (homonymie).
Robert Main (12 juillet 1808-9 mai 1878) est un astronome britannique.

## Biographie
Main naît à Upnor dans le Kent. Il étudie au Queens' College de l'université de Cambridge, il finit ses études en 1834 et se marie avec une sœur de Philip Kelland en 1838. De 1835 à 1860 il est premier assistant de l'Astronomer Royal George Biddell Airy. À Greenwich Main s'occupe de l'édition des articles et des données.
Durant cette période il publie de nombreux articles sur l'orbite des planètes, la parallaxe des étoiles, les dimensions et formes des planètes.
De 1841 à 1849 il est secrétaire de la Royal Astronomical Society, vice-président jusqu'en 1859 puis son président pendant deux ans. En 1860 Main prend la direction de l'observatoire Radcliffe. La même année il devient membre de la Royal Society.
En 1859 Main supervise la troisième édition de A Manual of Scientific Enquiry, prepared for the use of Her Majesty's Navy and adapted for travellers in general. En 1863 il publie Practical and Spherical Astronomy, manuel d'astronomie destiné aux étudiants et en 1870 le second catalogue de Radcliffe contenant 6 317 étoiles. Avec Charles Pritchard il publie le General Catalogue of 10,300 Multiple and Double Stars de John Herschel en 1874.
En dehors de ses travaux en astronomie Main publie de 1851 à 1875 dans le Fortnightly Review revue alors dirigé par George Henry Lewes. Il est aussi prêtre de l'Église anglicane, il prêche régulièrement durant son séjour à Greenwich, ses sermons sont publiés en un volume. Main répond au questionnaire de Francis Galton en préparation de English Men of Science publié en 1874, entre autres il y dit « Je ne suis pas conscient d'aucun goût inné pour la science [...]. Mon intérêt pour l'astronomie était en effet mineur avant que je sois engagé comme astronome. ».
Deux cratères d'impact portent son nom, un sur la Lune, Main (en) et un sur Mars, Main (en).

## Sources
- (en) Monthly Notices of the Royal Astronomical Society, Vol. 39, p. 227, notice nécrologique
- (en) The Observatory, Vol. 2, p. 55-56 (1878), notice nécrologique, Charles Pritchard